# كوماكي (آيتشي)
كوماكي مدينة تقع ضمن محافظة آيتشي في اليابان، تأسست في 1/1/1955، بلغ عدد تعداد سكانها في 1 يناير – 2008 حوالي 149060 مساحتها الإجمالية حوالي 62.82 كم٢ لتصبح كثافة سكانها 2373 نسمة لكل كيلو متر مربع.

## توأمة
لكوماكي (آيتشي) اتفاقيات توأمة مع كل من:
- كيكوغاوا
- نانكوكو